# امامزاده عبدالله غیاث‌آباد
امامزاده عبدالله غیاث آباد مربوط به دوران‌های تاریخی پس از اسلام است و در شهرستان ورامین، روستای غیاث آباد واقع شده و این اثر در تاریخ ۱۱ شهریور ۱۳۸۲ با شمارهٔ ثبت ۹۸۹۱ به‌عنوان یکی از آثار ملی ایران به ثبت رسیده است.